# Adam Douglas
Adam Douglas Enevoldsen (Oklahoma, 1981) è un cantante statunitense naturalizzato norvegese.

## Biografia
I May Never Learn (2015), album in studio d'esordio del cantante, ha esordito al 30º posto della VG-lista. Tre anni più tardi ha conseguito un secondo debutto alla 30ª posizione col secondo LP The Beauty & the Brawn.
Better Angels (2021), invece, si è guadagnato lo Spellemannprisen al blues.

## Discografia

### Album in studio
- 2015 – I May Never Learn
- 2018 – The Beauty & the Brawn
- 2021 – Better Angels
- 2023 – Dancing for the Moon

### EP
- 2013 – Your One and Only Man
- 2016 – Half a Happy Holiday (feat. Lars Andreas Aspesæter)

### Singoli
- 2015 – Know the Score
- 2015 – Incurable Disease
- 2017 – Silent Night
- 2018 – I Can't Do This
- 2018 – Let Me Back on In
- 2018 – Butter Up My Bread
- 2019 – Feel the Same Way
- 2019 – Short Supply
- 2019 – Don't Wanna Let Christmas Go
- 2020 – Joyous We'll Be
- 2020 – Change My Mind
- 2021 – Into My Life
- 2021 – Build a Fire
- 2021 – Dying Breed
- 2021 – Wintertime (con Tora Daa)
- 2022 – Stop, Drop and Roll
- 2022 – River (con TrondheimSolistene)
- 2023 – Maybe Someday
- 2023 – We're All the Way (con Christel Alsos)
- 2023 – I Need a Cigarette
- 2023 – True Blue
- 2023 – More than Christmas (con Ida Jenshus)
- 2024 – Plenty of Time, None to Waste
- 2024 – Try and Fail
- 2024 – Got Me Grateful
- 2024 – Catherine the Great